# Кріштелек
Кріштелек (рум. Criștelec) — село у повіті Селаж в Румунії. Входить до складу комуни Меєріште.
Село розташоване на відстані 408 км на північний захід від Бухареста, 26 км на захід від Залеу, 85 км на північний захід від Клуж-Напоки.

## Населення
За даними перепису населення 2002 року у селі проживали 607 осіб.
Національний склад населення села:
| Національність | Кількість осіб | Відсоток |
| -------------- | -------------- | -------- |
| румуни         | 591            | 97,4%    |
| угорці         | 11             | 1,8%     |

Рідною мовою назвали:
| Мова      | Кількість осіб | Відсоток |
| --------- | -------------- | -------- |
| румунська | 592            | 97,5%    |
| угорська  | 11             | 1,8%     |